# Pseudamnicola chia
Pseudamnicola chia е вид коремоного от семейство Hydrobiidae. Видът е световно застрашен, със статут Уязвим.

## Разпространение
Разпространен е в Гърция.